# Cake
Cake (oft auch CAKE) ist eine Rockband aus Sacramento, Kalifornien, die 1991 gegründet wurde. Aus den sieben bisherigen Studioalben wurden zwischen 1994 und 2004 einige Songs zu Hits. Seit 2011 hat die Gruppe fast keine neue Musik veröffentlicht, tritt aber weiter live auf. Die Band besteht aus John McCrea, Vince DiFiore, Xan McCurdy, Gabe Nelson und Paulo Baldi.
Obwohl ihre Musik oft als Alternative oder Indie-Rock eingestuft wird, vereint sie eine Reihe von Musikstile, wie z. B. Funk, Pop, Jazz, Rap und Country. Weitere Merkmale sind gewitzte, mehrdeutige Liedtexte und die häufige Verwendung von synkopischen Rhythmen und des Vibraslap.

## Geschichte
Ihre größten Hits in den USA hatte die Band mit den Liedern The Distance, Never There, Sheep Go to Heaven, Rock ’n’ Roll Lifestyle, No Phone, I Bombed Korea und Short Skirt/Long Jacket. In Europa wurden sie vor allem mit einer Coverversion von Gloria Gaynors I Will Survive bekannt, welches auf ihrem zweiten Album Fashion Nugget (1996) zu finden ist.
Viele Songs des Albums Fashion Nugget wurden, insbesondere in Deutschland, durch den Film Herr Lehmann bekannt. In einigen Szenen ist u. a. Friend Is a Four Letter Word oder die oben genannte Coverversion I Will Survive zu hören.
Das Lied Short Skirt/Long Jacket ist das Titellied der Fernsehserie Chuck.
Am 11. Januar 2011 erschien das bislang letzte Album mit dem Namen Showroom of Compassion bei dem bandeigenen Label Upbeat Records. Kurz darauf erreichte es für eine Woche die Spitzenposition der Billboard-200-Charts; dies war der Band zuvor mit keinem ihrer Alben gelungen.
Seither erschien kaum neues Material. Am 3. August 2018 veröffentlichte die Band die Single Sinking Ship, aber bislang kein weiteres Album. Die Gruppe tritt in unregelmäßigen Abständen weiterhin live auf.

## Diskografie

### Studioalben
| Jahr | Titel                  | Höchstplatzierung, Gesamtwochen, AuszeichnungChartplatzierungen (Jahr, Titel, Platzierungen, Wochen, Auszeichnungen, Anmerkungen) | Höchstplatzierung, Gesamtwochen, AuszeichnungChartplatzierungen (Jahr, Titel, Platzierungen, Wochen, Auszeichnungen, Anmerkungen) | Höchstplatzierung, Gesamtwochen, AuszeichnungChartplatzierungen (Jahr, Titel, Platzierungen, Wochen, Auszeichnungen, Anmerkungen) | Höchstplatzierung, Gesamtwochen, AuszeichnungChartplatzierungen (Jahr, Titel, Platzierungen, Wochen, Auszeichnungen, Anmerkungen) | Anmerkungen                              |
| Jahr | Titel                  | DE | CH | UK | US | Anmerkungen                              |
| ---- | ---------------------- | --- | --- | --- | --- | ---------------------------------------- |
| 1996 | Fashion Nugget         | DE49 (24 Wo.)DE | — | UK53 (3 Wo.)UK | US36 ×2Doppelplatin · (52 Wo.)US                                                                                                  | Erstveröffentlichung: 17. September 1996 |
| 1998 | Prolonging the Magic   | DE84 (1 Wo.)DE | — | — | US33 Platin · (36 Wo.)US | Erstveröffentlichung: 6. Oktober 1998    |
| 2001 | Comfort Eagle          | — | CH31 (9 Wo.)CH | — | US13 Platin · (14 Wo.)US | Erstveröffentlichung: 24. Juli 2001      |
| 2004 | Pressure Chief         | DE95 (1 Wo.)DE | CH44 (3 Wo.)CH | — | US17 (7 Wo.)US | Erstveröffentlichung: 5. Oktober 2004    |
| 2011 | Showroom of Compassion | — | — | — | US1 (10 Wo.)US | Erstveröffentlichung: 11. Januar 2011    |

Weitere Alben
- 1991: Is This Love?
- 1994: Motorcade of Generosity
- 2004: Extra Value
- 2005: Wheels
- 2007: B-Sides and Rarities
- 2014: Live from the Crystal Palace

### Singles
| Jahr | Titel Album                           | Höchstplatzierung, Gesamtwochen, AuszeichnungChartplatzierungen (Jahr, Titel, Album, Platzierungen, Wochen, Auszeichnungen, Anmerkungen) | Höchstplatzierung, Gesamtwochen, AuszeichnungChartplatzierungen (Jahr, Titel, Album, Platzierungen, Wochen, Auszeichnungen, Anmerkungen) | Höchstplatzierung, Gesamtwochen, AuszeichnungChartplatzierungen (Jahr, Titel, Album, Platzierungen, Wochen, Auszeichnungen, Anmerkungen) | Höchstplatzierung, Gesamtwochen, AuszeichnungChartplatzierungen (Jahr, Titel, Album, Platzierungen, Wochen, Auszeichnungen, Anmerkungen) | Anmerkungen                        |
| Jahr | Titel Album                           | DE | CH | UK | US | Anmerkungen                        |
| ---- | ------------------------------------- | --- | --- | --- | --- | ---------------------------------- |
| 1997 | The Distance Fashion Nugget           | — | — | UK22 (3 Wo.)UK | US— ×2DoppelplatinUS | Erstveröffentlichung: März 1997    |
| 1997 | I Will Survive Fashion Nugget         | DE95 (2 Wo.)DE | — | UK29 (2 Wo.)UK | US— GoldUS | Erstveröffentlichung: Mai 1997     |
| 1998 | Never There Prolonging the Magic      | — | — | UK66 (1 Wo.)UK | US78 Gold · (20 Wo.)US | Erstveröffentlichung: Oktober 1998 |
| 2001 | Short Skirt/Long Jacket Comfort Eagle | — | — | UK63 (2 Wo.)UK | US— PlatinUS | Erstveröffentlichung: August 2001  |
| 2018 | Sinking Ship                          | — | — | — | — | Erstveröffentlichung: Oktober 2018 |

## Auszeichnungen für Musikverkäufe
| Goldene Schallplatte - Australien - 1997: für die Single Fashion Nugget - Kanada - 1998: für die Single Fashion Nugget - 2001: für die Single Comfort Eagle |

Anmerkung: Auszeichnungen in Ländern aus den Charttabellen bzw. Chartboxen sind in ebendiesen zu finden.
| Land/RegionAuszeichnungen für Musikverkäufe (Land/Region, Auszeichnungen, Verkäufe, Quellen) | Gold     | Platin     | Verkäufe  | Quellen         |
| -------------------------------------------------------------------------------------------- | -------- | ---------- | --------- | --------------- |
| Australien (ARIA)                                                                            | Gold1    | —          | 35.000    | aria.com.au     |
| Kanada (MC)                                                                                  | 2× Gold2 | —          | 100.000   | musiccanada.com |
| Vereinigte Staaten (RIAA)                                                                    | 2× Gold2 | 7× Platin7 | 8.000.000 | riaa.com        |
| Insgesamt                                                                                    | 5× Gold5 | 7× Platin7 |           |                 |